# خانه ترسناک (فیلم)
خانه ترسناک (به انگلیسی: Spooky House) فیلمی محصول سال ۲۰۰۲ و به کارگردانی ویلیام ساچس است. در این فیلم بازیگرانی همچون بن کینگزلی، مرسدس روئل، مت وینبرگ، کاترین ایزابل و جیسون فوکس ایفای نقش کرده‌اند.